# Oeiras Challenger 2023
L'Oeiras Challenger 2023 è stato un torneo maschile di tennis giocato sulla terra rossa. È stata l'8ª edizione del torneo, facente parte della categoria Challenger 125 nell'ambito dell'ATP Challenger Tour 2023. Si è giocato al Complexo Desportivo do Jamor di Oeiras, in Portogallo, dal 17 al 23 aprile 2023.

## Partecipanti

### Teste di serie
| Nazionalità | Giocatore             | Ranking* | Testa di serie |
| ----------- | --------------------- | -------- | -------------- |
| Francia     | Adrian Mannarino      | 47       | 1              |
| Francia     | Alexandre Müller      | 96       | 2              |
| Austria     | Sebastian Ofner       | 120      | 3              |
| Argentina   | Juan Manuel Cerúndolo | 123      | 4              |
| Portogallo  | João Sousa            | 146      | 5              |
| Giappone    | Kaichi Uchida         | 160      | 6              |
| Ungheria    | Zsombor Piros         | 167      | 7              |
| Italia      | Andrea Vavassori      | 176      | 8              |

* Ranking al 10 aprile 2023.

### Altri partecipanti
I seguenti giocatori hanno ricevuto una wild card per il tabellone principale:
- Henrique Rocha
- Pedro Sousa
- Duarte Vale

Il seguente giocatore è entrato in tabellone come special exempt:
- Zsombor Piros

Il seguente giocatore è entrato in tabellone come alternate:
- João Domingues

I seguenti giocatori sono passati dalle qualificazioni:
- Pablo Llamas Ruiz
- Jaime Faria
- Billy Harris
- Cezar Crețu
- Daniel Mérida
- Petr Nouza

Il seguente giocatore è entrato in tabellone come lucky loser:
- Henri Squire

## Punti e montepremi
| Torneo    | Torneo              | V      | F      | SF    | QF    | 2T    | 1T    | Q | Q2  | Q1  |
| Singolare | Punti               | 125    | 75     | 45    | 25    | 11    | 0     | 5 | 2   | 0   |
| Singolare | Premi in denaro (€) | 19,650 | 11,570 | 6,850 | 3,990 | 2,345 | 1,420 | – | 710 | 355 |
| Doppio    | Punti               | 125    | 75     | 45    | 25    | –     | 0     | – | –   | –   |
| Doppio    | Premi in denaro (€) | 8,420  | 4,900  | 2,940 | 1,750 | –     | 990   | – | –   | –   |

## Campioni

### Singolare
Zsombor Piros ha sconfitto in finale  Juan Manuel Cerúndolo con il punteggio di 6–3, 6–4.

### Doppio
Victor Vlad Cornea /  Franko Škugor hanno sconfitto in finale  Marcelo Demoliner /  Andrea Vavassori con il punteggio di 7–6(2), 7–6(4).